# Fundacja Hospicyjna
Fundacja Hospicyjna – organizacja pożytku publicznego, działająca od 2004 roku, która zajmuje się rozwojem opieki paliatywno-hospicyjnej, wsparciem ośrodków hospicyjnych, opiekunów rodzinnych i dzieci osieroconych. Prowadzi też działalność opiekuńczą, pomocową, edukacyjną i wydawniczą. 
W 2006 roku przy Fundacji powstał Fundusz Dzieci Osieroconych oraz gdańska filia Akademii Walki z Rakiem. W 2007 roku Fundacja zainicjowała trzyletni program rozwoju wolontariatu hospicyjnego „Lubię Pomagać”, a w 2008, wraz z „Gazetą Wyborczą”, przeprowadziła akcję „Umierać po ludzku”. W tym samym roku zrealizowała też ogólnopolski projektem WHAT, którego celem była resocjalizacja więźniów dzięki pracy w hospicjach. Jesienią 2014 roku ruszył ogólnospołeczny program wsparcia psychologicznego „Tumbo Pomaga”, skierowany do wszystkich dzieci i młodzieży w żałobie, a także do ich otoczenia. Od 2016 roku prowadzi działania na rzecz poprawy sytuacji opiekunów rodzinnych. 
Fundacja Hospicyjna od 2017 jest podmiotem prowadzącym  Hospicjum im. Ks. Eugeniusza Dutkiewicza SAC, które rocznie obejmuje opieką blisko 1000 pacjentów.

## Działalność

### Akcje
- Fundusz Dzieci Osieroconych Tumbo Pomaga - Fundacja zapewnia wsparcie psychologiczne, materialne i edukacyjne dzieci i młodzieży w żałobie na poziomie lokalnym i ogólnopolskim. Prowadzi szkolenia dla nauczycieli i pedagogów, wydaje terapeutyczne „bajki plasterki” (tumbopomaga.pl)
- Pomorska Szkoła Wolontariatu Opiekuńczego - projekt obejmuje szkolenia dla  koordynatorów wolontariatu pracujących w placówkach ochrony zdrowia i pomocy społecznej oraz w długoterminowej opiece domowej. W ramach projektu Lokalny Wolontariat Opiekuńczy powstaje wolontariat na rzecz osób niesamodzielnych i ich rodzin w domach (wolontariatopiekunczy.pl)
- Ogólnopolskie kampanie edukacyjne - każdego roku Fundacja wraz z hospicjami prowadzi ogólnopolską kampanię, której celem jest zwrócenie społecznej uwagi na ważne kwestie związane z opieką nad osobami u kresu życia i sytuację opiekunów rodzinnych (Opiekun rodzinny-nie musi być sam)
- Filia Akademii Walki z Rakiem - pomaga i edukuje prozdrowotnie osoby z chorobą nowotworową i ich bliskich.

### Szkolenia i pomoc
Fundacja prowadzi szkolenia dla pracowników hospicyjnych, wolontariuszy oraz pomagających osobom pogrążonym w żałobie. Prowadzi również praktyczne warsztaty dla opiekunów rodzinnych.

### Wydawnictwa
- Ogólnopolski serwis internetowy www.opiekunrodzinny.pl - znajdują się tam porady dla opiekunów rodzinnych, dotyczące organizacji i sprawowania opieki w domu, informacje o pomocy oferowanej przez hospicja dla dorosłych i dla dzieci. Istnieje możliwość zadania pytania i uzyskania informacji na temat różnych kwestii związanych z opieką w domu.
- Kwartalnik „Hospicjum to też Życie”, wydawany przez Fundację Hospicyjną w nakładzie 1000 egzemplarzy. Propaguje wiedzę o hospicjach i opiece nad nieuleczalnie chorymi.
- Biblioteka Fundacji Hospicyjnej -  w ramach działań wydawniczych opublikowanych zostało kilkanaście publikacji na temat opieki nad osobą ciężko chorą w domu, wolontariatu, wsparcia w żałobie. Fundacja wydaje także serię bajek terapeutycznych (Bajki Plasterki), mających na celu wsparcie dzieci osieroconych.